# Helena Valley West Central
Helena Valley West Central és una concentració de població designada pel cens dels Estats Units a l'estat de Montana. Segons el cens del 2000 tenia 6.983 habitants.

## Demografia
Segons el cens del 2000, Helena Valley West Central tenia 6.983 habitants, 2.555 habitatges, i 1.992 famílies. La densitat de població era de 101,2 habitants per km².
Dels 2.555 habitatges en un 40,1% hi vivien nens de menys de 18 anys, en un 66,1% hi vivien parelles casades, en un 7,5% dones solteres, i en un 22% no eren unitats familiars. En el 18,2% dels habitatges hi vivien persones soles el 5,2% de les quals corresponia a persones de 65 anys o més que vivien soles. El nombre mitjà de persones vivint en cada habitatge era de 2,73 i el nombre mitjà de persones que vivien en cada família era de 3,09.
Per edats la població es repartia de la següent manera: un 29,1% tenia menys de 18 anys, un 6,2% entre 18 i 24, un 28,2% entre 25 i 44, un 27,3% de 45 a 60 i un 9,3% 65 anys o més.
L'edat mediana era de 38 anys. Per cada 100 dones de 18 o més anys hi havia 98,5 homes.
La renda mediana per habitatge era de 43.881 $ i la renda mediana per família de 51.024 $. Els homes tenien una renda mediana de 37.780 $ mentre que les dones 23.703 $. La renda per capita de la població era de 18.920 $. Aproximadament el 4,5% de les famílies i el 6,4% de la població estaven per davall del llindar de pobresa.

## Poblacions més properes
El següent diagrama mostra les poblacions més properes.